# 両角公佑
両角 公佑（もろずみ こうすけ、1988年7月27日 - ）は、日本のカーリング選手。2018年平昌オリンピック男子カーリング日本代表。TM軽井沢所属。ANAビジネスソリューション株式会社勤務。兄は同じく平昌オリンピック男子カーリング日本代表の両角友佑。

## 経歴
長野県北佐久郡軽井沢町出身。小学3年生の時に軽井沢町で行われた1998年長野オリンピックカーリング競技の会場内飲食店で母が働いていたこともあり、4歳上の兄・友佑共々毎日のように試合を観戦していたことからカーリングへの興味を持ち、小学6年生から競技を始めた。
長野県岩村田高等学校、国際武道大学卒業。2005年まではジュニアチームでスキップを務めていたが、2006年からSC軽井沢クラブに正式加入し、日本カーリング選手権大会5連覇をはじめ8度の制覇を経験した。
世界カーリング選手権で2016年4位・2017年7位に入り、2ヶ年の総合成績により2018年平昌オリンピック出場権を獲得した。結果は8位。男子日本代表のオリンピック出場は、開催国枠で出場した長野大会以来20年ぶりである。
10月2日、SC軽井沢クラブより新体制の発表があり、2018年/2019年シーズンはチーム東京でプレーすることとなった。

## 人物
- 兄の友佑は「投げ手としての安定感、スイーパーとして精度の高さと判断力が課題」と評している[3]。
- 平昌オリンピックの際はLS北見所属の鈴木夕湖、吉田夕梨花と共に「ちび部」という部活を立ち上げ、「ちびでも金」を合言葉に研鑽を続けた[6]。
- 松本山雅FCのサポーターである。試合観戦にも度々訪れ､2018年11月17日の最終節徳島戦もホームスタジアムのサンプロ アルウィンでJ2優勝･J1昇格の瞬間を見届けた[7]｡

## チーム

### 4人制男子
| シーズン | スキップ | サード   | セカンド   | リード     | リザーブ          | 主な大会                       |
| -------- | -------- | -------- | ---------- | ---------- | ----------------- | ------------------------------ |
| 2005–06  | 両角友佑 | 山口剛史 | 佐藤正徳   | 中里陽一   | 両角公佑          | PJCC 2006                      |
| 2007–08  | 両角友佑 | 山口剛史 | 清水徹郎   | 両角公佑   | 松村雄太          | PCC 2007                       |
| 2008–09  | 両角友佑 | 山口剛史 | 清水徹郎   | 両角公佑   | 佐藤恵太          | PCC 2008, WMCC 2009            |
| 2009–10  | 両角友佑 | 山口剛史 | 清水徹郎   | 両角公佑   | 佐藤勇人          | PCC 2009                       |
| 2010–11  | 両角友佑 | 山口剛史 | 清水徹郎   | 両角公佑   |                   |                                |
| 2011–12  | 両角友佑 | 山口剛史 | 清水徹郎   | 両角公佑   |                   |                                |
| 2012–13  | 両角友佑 | 山口剛史 | 清水徹郎   | 両角公佑   | 清水芳郎          | PCC 2012, WMCC 2013            |
| 2013–14  | 両角友佑 | 山口剛史 | 清水徹郎   | 両角公佑   | 阿部晋也          | PCC 2013, OQE 2013,WMCC 2014   |
| 2014–15  | 両角友佑 | 山口剛史 | 清水徹郎   | 両角公佑   | 松村雄太          | PCC 2014, WMCC 2015            |
| 2015–16  | 両角友佑 | 山口剛史 | 清水徹郎   | 両角公佑   | 平田洸介 谷田康真 | PCC 2015, WMCC 2016            |
| 2016–17  | 両角友佑 | 山口剛史 | 清水徹郎   | 両角公佑   | 平田洸介          | PACC 2016, AWG 2017, WMCC 2017 |
| 2017–18  | 両角友佑 | 山口剛史 | 清水徹郎   | 両角公佑   | 平田洸介          | PACC 2017, OG 2018             |
| 2018–19  | 神田順平 | 両角公佑 | 岩本晋也   | 橋本祥太朗 | 大谷拡夢          | JCC 2019                       |
| 2019–20  | 両角友佑 | 岩井真幸 | 宿谷涼太郎 | 両角公佑   |                   | [ 28 ]                         |
| 2020–21  | 両角友佑 | 岩井真幸 | 宿谷涼太郎 | 両角公佑   |                   | JCC 2021                       |
| 2021-22  | 両角友佑 | 岩井真幸 | 宿谷涼太郎 | 両角公佑   |                   | PACC 2021                      |
| 2022-23  | 両角友佑 | 松村雄太 | 宿谷涼太郎 | 両角公佑   | 岩井真幸          | JCC 2023                       |
| 2024-25  | 両角友佑 | 松村雄太 | 宿谷涼太郎 | 岩井真幸   | 両角公佑          | JCC 2025                       |

## 成績

### 日本代表
- 平昌オリンピック（8位／2018年）
- 世界男子カーリング選手権（4位／2016年、5位／2014年、6位／2015年、7位／2017年、10位／2009年、11位／2013年）
- パシフィックアジアカーリング選手権（優勝／2016年、準優勝6回／2008年 - 2009年、2012年 - 2015年、3位／2017年、4位／2007年）
- パシフィックジュニアカーリング選手権（準優勝／2006年）
- ウィンターゲームス（優勝／2013年）
- アジア冬季競技大会（準優勝／2017年）

### クラブチーム
- 日本カーリング選手権（優勝8回／2007年 - 2009年、2013年 - 2017年、準優勝3回／2006年、2010年、2012年、3位／2021年、4位／2022年）
- 日本ジュニアカーリング選手権大会（優勝2回／2005年[注釈 1]）
- 軽井沢国際カーリング選手権大会（優勝3回／2011年 - 2012年、2017年、3位／2016年）
- アドヴィックスカップ（優勝／2015年、準優勝／2016年、3位／2014年、4位／2017年）
- どうぎんカーリングクラシック（準優勝2回／2015年、2017年、3位／2016年）